# Danuta Czępińska-Kamińska
Danuta Janina Czępińska-Kamińska – doktor habilitowana nauk rolniczych, profesor nadzwyczajny Szkoły Głównej Gospodarstwa Wiejskiego w Warszawie i Wyższej Szkoły Ekologii i Zarządzania w Warszawie, specjalistka w zakresie gleboznawstwa.

## Życiorys
W 1993 na podstawie dorobku naukowego oraz rozprawy pt. Wpływ procesów glebotwórczych na rozmieszczenie mineralnych związków fosforu w glebach uzyskała na Wydziale Rolniczym Szkoły Głównej Gospodarstwa Wiejskiego w Warszawie stopień nauk rolniczych w dyscyplinie agronomia w specjalności agronomia. Została profesorem nadzwyczajnym na Wydziale Rolnictwa i Biologii SGGW i kierownikiem Katedry Nauk o Środowisku Glebowym. Była profesorem nadzwyczajnym Wyższej Szkoły Ekologii i Zarządzania w Warszawie (Wydział Ekologii).
Weszła w skład Komitetu Gleboznawstwa i Chemii Rolnej oraz Komitetu Badań Czwartorzędu Polskiej Akademii Nauk.